# Ipomoea uhdeana
Ipomoea uhdeana är en vindeväxtart som först beskrevs av Fenzl. och Hall. f., och fick sitt nu gällande namn av D.F. Austin. Ipomoea uhdeana ingår i släktet praktvindor, och familjen vindeväxter. Inga underarter finns listade i Catalogue of Life.